# Hemilia elongata
Hemilia elongata är en skalbaggsart som beskrevs av Brancsik 1892. Hemilia elongata ingår i släktet Hemilia och familjen Cetoniidae. Inga underarter finns listade i Catalogue of Life.